# فيرينك مولر
فيرينك مولر (بالمجرية: Müller Ferenc)‏ (و. 1901 – 1998 م) هو لاعب كرة قدم، من المجر، ولد في بودابست، يلعب كلاعب وسط، توفي عن عمر يناهز 97 عاماً.